# Кубок виклику ЄКВ (жінки)
Кубок виклику — щорічний волейбольний турнір, що проходить між європейськими клубами під егідою Європейської конфедерації волейболу . Розігрують як для чоловічих, так і для  жіночих клубних команд. У сезонах 1980/81 — 2006/07 турнір проводили під назвою Кубок ЄКВ.

## Загальна інформація
У розіграші Кубка вододарів кубків брали участь клуби — володарі кубків або віце-чемпіони країн Європи. Команда, яка стала переможцем турніру, під час наступного розіграшу отримувала можливість знову стартувати в розіграші Кубку.
Із сезону 2007/08 турнір отримав нинішню назву і став третім за значущістю європейським клубним турніром. У ньому передбачено участь клубних команд, які отримали на це право за результатами національних чемпіонатів.
До 1987 року призерів змагань визначали в ході одноколового фінального турніру за участю чотирьох команд. У 1988—2010 роках фінальний турнір проводили у форматі фіналу чотирьох з півфіналами і двома фіналами за 1-е і 3-є місця. Із сезону-2010/11 передбачена система плей-оф на всіх стадіях розіграшу.

## Призери

### Кубок ЄКВ
| Рік     | Місто             | Золото                                  | Срібло                                  | Бронза                         |
| 1980/81 | Унтершляйсгайм    | «Логгоф» (Унтершляйсгайм)               | «Паллаволо» (Чезена)                    | «Вісбаден»                     |
| 1981/82 | Райне             | УСК «Мюнстер» (Мюнстер)                 | «Анкона»                                | «Уббінк Оріон» (Дутінхем)      |
| 1982/83 | Штутгарт          | «Фоєрбах» (Штутгарт)                    | «Воллей Чечіна» (Чечина)                | «Рюссельгайм»                  |
| 1983/84 | Штутгарт          | «Вікторія Вілляж» (Барі)                | «ЧІВ є ЧІВ» (Модена)                    | «Фоєрбах» (Штутгарт)           |
| 1984/85 | Аугсбург          | «Вікторія» (Аугсбург)                   | «Вікторія Вілляж» (Барі)                | «Парма»                        |
| 1985/86 | Реджо-нель-Емілія | «Паллаволо Нельсен» (Реджо-нель-Емілія) | «Фоєрбах» (Штутгарт)                    | «Црвена Звезда» (Белград)      |
| 1986/87 | Анкона            | «ЧІВ є ЧІВ» (Модена)                    | УСК «Мюнстер» (Мюнстер)                 | «Йогі» (Анкона)                |
| 1987/88 | Анкара            | «Йогі» (Анкона)                         | «Бралья Кучине» (Реджо-нель-Емілія)     | «Емлякбанк» (Анкара)           |
| 1988/89 | Бурса             | «Бралья Кучине» (Реджо-нель-Емілія)     | «Славія» (Прага)                        | «Шверте»                       |
| 1989/90 | Ізмір             | «Орбіта» (Запоріжжя)                    | «Баєрн-Логгоф» (Унтершляйсгайм)         | «Рапід» (Бухарест)             |
| 1990/91 | Анкара            | «Пескопагано» (Матера)                  | «Бралья Кучине» (Реджо-нель-Емілія)     | «Вакифбанк» (Анкара)           |
| 1991/92 | Матера            | «Пескопагано» (Матера)                  | «Ізола Верде» (Модена)                  | «Вакифбанк» (Анкара)           |
| 1992/93 | Стамбул           | «Коллі Аньєне» (Рим)                    | «Еджзаджибаші» (Стамбул)                | «Юнезіс» (Єкатеринбург)        |
| 1993/94 | Мюнстер           | УСК «Мюнстер» (Мюнстер)                 | «Гуадіньї Імпресем» (Агрідженто)        | «Іскра» (Луганськ)             |
| 1994/95 | Вільбон-сюр-Іветт | «Екоклеар» (Суміраго)                   | «Орбіта» (Запоріжжя)                    | «Расинг Клуб де Франс» (Париж) |
| 1995/96 | Анкара            | УСК «Мюнстер» (Мюнстер)                 | «Емлякбанк» (Анкара)                    | «Россі» (Москва)               |
| 1996/97 | Рим               | «Альпам» (Рим)                          | «Романеллі» (Флоренція)                 | «Галатасарай» (Стамбул)        |
| 1997/98 | Мюлуз             | «Черматика» (Реджо-нель-Емілія)         | «Медінекс» (Реджо-ді-Калабрія)          | «Мюлуз»                        |
| 1998/99 | Неаполь           | «Чентро Естер» (Неаполь)                | «Іскра» (Луганськ)                      | «Уралтрансбанк» (Єкатеринбург) |
| 1999/00 | Реджо-ді-Калабрія | «Медінекс» (Реджо-ді-Калабрія)          | «Чівідіні» (Віченца)                    | «Гюнеш Сігорта» (Стамбул)      |
| 2000/01 | Віченца           | «Чівідіні» (Віченца)                    | «Фоппапедретті» (Бергамо)               | «Сіріо» (Перуджа)              |
| 2001/02 | Скіо              | «Модена»                                | «Стаффін» (Равенна)                     | «Балаковська АЕС» (Балаково)   |
| 2002/03 | Перуджа           | «Асистел» (Новара)                      | «Готель Кантур» (Лас-Пальмас)           | «Сіріо» (Перуджа)              |
| 2003/04 | Тревізо           | «Фоппапедретті» (Бергамо)               | «Монтеск'яво» (Єзі)                     | «Каха де Авіла» (Авіла)        |
| 2004/05 | Перуджа           | «Сіріо» (Перуджа)                       | «Балаковська АЕС» (Балаково)            | «Монтеск'яво» (Єзі)            |
| 2005/06 | Турин             | «Скаволіні» (Пезаро)                    | «К'єрі»                                 | «Універсідад» (Бургос)         |
| 2006/07 | Перуджа           | «Сіріо» (Перуджа)                       | «Заріччя-Одинцово» (Московська область) | «Асистел» (Новара)             |

### Кубок виклику ЄКВ
| Рік     | Місто                             |                                   | Фінал                             | Фінал                                  | Фінал                                                |                                   | Півфіналісти                      | Півфіналісти |
| Рік     | Місто                             | Золото                            | Рахунок                           | Срібло                                 | Бронза                                               |                                   |                                   |              |
| 2007/08 | Бурса                             | «Вакифбанк» (Стамбул)             | 3:2                               | «Мінетті» (Імола)                      | «Дрезднер» (Дрезден)                                 |                                   |                                   |              |
| 2008/09 | Єзі                               | «Монтеск'яво» (Єзі)               | 3:0                               | «Панатінаїкос» (Афіни)                 | «Ленінградка» (Санкт-Петербург)                      |                                   |                                   |              |
| 2009/10 | Дрезден                           | «Дрезднер» (Дрезден)              | 3:1                               | «Астерікс» (Беверен)                   | «Галатасарай» (Стамбул)                              |                                   |                                   |              |
| 2010/11 | Баку                              | «Азеррейл» (Баку)                 | 3:1                               | «Локомотив» (Баку)                     | «Ігтісадчі» (Баку) «Уралочка-НТМК» (Єкатеринбург)    |                                   |                                   |              |
| 2011/12 | Баку                              | «Локомотив» (Баку)                | 2:3 3:2                           | «Баки» (Баку)                          | «ВДК Дамс» (Гент) «ВФБ Зуль»                         |                                   |                                   |              |
| 2012/13 | П'яченца Краснодар                | «Динамо» (Краснодар)              | 3:2 1:3                           | «Ребеккі-Нордмекканіка» (П'яченца)     | «Аурубіс» (Гамбург) «Вієсті Сало» (Сало)             |                                   |                                   |              |
| 2013/14 | Одинцово Стамбул                  | «Заріччя» (Одинцово)              | 3:2 3:1                           | «Бешикташ» (Стамбул)                   | «АСПТТ» (Мюлуз) «Імпель» (Вроцлав)                   |                                   |                                   |              |
| 2014/15 | Єкатеринбург Бурса                | «Бурса Бююкшехір» (Бурса)         | 0:3 3:1                           | «Уралочка-НТМК» (Свердловська область) | «Шверінер» (Шверін) «Хімік» (Южний)                  |                                   |                                   |              |
| 2015/16 | Бухарест Трабзон                  | «КСМ Букурешть» (Бухарест)        | 3:1                               | «Ідман Оджаги» (Трабзон)               | «Буюкшехір Беледієспор» (Бурса) «Заріччя» (Одинцово) |                                   |                                   |              |
| 2016/17 | Айос Іоанніс Рентіс Бурса         | «Буюкшехір Беледієспор» (Бурса)   | 2:3 3:0                           | «Олімпіакос» (Пірей)                   | «Шверінер» (Шверін) «Єнісей» (Красноярськ)           |                                   |                                   |              |
| 2017/18 | Айос Іоанніс Рентіс Бурса         | «Олімпіакос» (Пірей)              | 2:3 3:1                           | «Буюкшехір Беледієспор» (Бурса)        | «Динамо» (Краснодар) «Нант»                          |                                   |                                   |              |
| 2018/19 | Айдин Монца                       | «Саугелла» (Монца)                | 3:0 3:1                           | «Айдин» (Айдин)                        | «Ле-Канне» (Рошвіль) «Ген-I Волей» (Нова Гориця)     |                                   |                                   |              |
| 2019/20 | Скасовано через пандемію COVID-19 | Скасовано через пандемію COVID-19 | Скасовано через пандемію COVID-19 | Скасовано через пандемію COVID-19      | Скасовано через пандемію COVID-19                    | Скасовано через пандемію COVID-19 | Скасовано через пандемію COVID-19 |              |
| 2020/21 | Сібіу Стамбул                     | «Єсілюрт» (Стамбул)               | 3:0                               | «КСМ Волей Алба» (Блаж)                | «ТХІ» (Стамбул) «МСМ» (Капошвар)                     |                                   |                                   |              |
| 2021/22 | Лагуна Скандіччі                  | «Скандіччі»                       | 3:0                               | «Саная» (Лагуна)                       | «Айдин» (Айдин) «Тент Обреноваць»                    |                                   |                                   |              |
| 2022/23 | К'єрі Лугож                       | «К'єрі 76»                        | 3:0                               | «КСМ Лугож»                            | «Стара Пазова» «ВФБ Зуль»                            |                                   |                                   |              |
| 2023/24 | Новара Нант                       | «Ігор Горгондзола» (Новара)       | 3:0 3:1                           | «Нептун Нант»                          | «Нілюфер Беледієспор» (Бурса) «Вісбаден»             |                                   |                                   |              |
| 2024/25 | Турин Рим                         | «Рома Воллей»                     | 3:2 3:1                           | «К'єрі 76»                             | «Фенербахче» «СК Потсдам»                            |                                   |                                   |              |

## Переможці турніру
| Клуб                                    | Титулів | Переможні роки             |
| --------------------------------------- | ------- | -------------------------- |
| «Паллаволо Нельсен» (Реджо-нель-Емілія) | 3       | 1985–86, 1988–89, 1997–98. |
| УСК «Мюнстер» (Мюнстер)                 | 3       | 1981–82, 1993–94, 1995–96. |
| «Чівідіні» (Віченца)                    | 2       | 1986–87, 2001–02.          |
| «Бурса Бююкшехір» (Бурса)               | 2       | 2014–15, 2016–17.          |
| «Пескопагано» (Матера)                  | 2       | 1990–91, 1991–92.          |
| «Коллі Аньєне» (Рим)                    | 2       | 1992–93, 1996–97.          |
| «Сіріо» (Перуджа)                       | 2       | 2004–05, 2006–07.          |
| «Ігор Горгондзола» (Новара)             | 2       | 2002–03, 2023–24.          |
| «Логгоф» (Унтершляйсгайм)               | 1       | 1980–81.                   |
| «Фоєрбах» (Штутгарт)                    | 1       | 1982–83.                   |
| «Вікторія Вілляж» (Барі)                | 1       | 1983–84.                   |
| «Вікторія» (Аугсбург)                   | 1       | 1984–85.                   |
| «Йогі» (Анкона)                         | 1       | 1987–88.                   |
| «Орбіта» (Запоріжжя)                    | 1       | 1989–90.                   |
| «Екоклеар» (Суміраго)                   | 1       | 1994–95.                   |
| «Чентро Естер» (Неаполь)                | 1       | 1998–99.                   |
| «Медінекс» (Реджо-ді-Калабрія)          | 1       | 1999–00.                   |
| «Чівідіні» (Віченца)                    | 1       | 2000–01.                   |
| «Фоппапедретті» (Бергамо)               | 1       | 2003–04.                   |
| «Скаволіні» (Пезаро)                    | 1       | 2005–06.                   |
| «Вакифбанк» (Стамбул)                   | 1       | 2007–08.                   |
| «Монтеск'яво» (Єзі)                     | 1       | 2008–09.                   |
| «Дрезднер» (Дрезден)                    | 1       | 2009–10.                   |
| «Азеррейл» (Баку)                       | 1       | 2010–11.                   |
| «Локомотив» (Баку)                      | 1       | 2011–12.                   |
| «Динамо» (Краснодар)                    | 1       | 2012–13.                   |
| «Заріччя» (Одинцово)                    | 1       | 2013–14.                   |
| «КСМ Букурешть» (Бухарест)              | 1       | 2015–16.                   |
| «Олімпіакос» (Пірей)                    | 1       | 2017-18.                   |
| «Саугелла» (Монца)                      | 1       | 2018–19.                   |
| «Єсілюрт» (Стамбул)                     | 1       | 2020–21.                   |
| «Скандіччі»                             | 1       | 2021–22.                   |
| «К'єрі 76»                              | 1       | 2022–23.                   |
| «Рома Воллей»                           | 1       | 2024–25.                   |

## Найцінніший гравець сезону
- 2000–01 –  Малгожата Глінка
- 2001–02 –  Мануела Леджері
- 2002–03 –  Крістіна Пірв
- 2003–04 –  Любов Соколова
- 2004–05 –  Дорота Свеневич
- 2005–06 –  Сімона Ріньєрі
- 2006–07 –  Сімона Джолі
- 2007–08 –  Айсун Озбек
- 2008–09 –  Сімона Ріньєрі
- 2009–10 –  Саскія Гіппе
- 2010–11 –  Поліна Рагімова
- 2011–12 –  Ненсі Меткалф
- 2012–13 –   Марина Марюхнич
- 2013–14 –  Наталія Малих
- 2014–15 –  Мер'єм Боз
- 2015–16 –  Єлена Благоєвич
- 2016–17 –  Озге Кирдар-Чемберджі
- 2017–18 –  Стелла Христодоулу
- 2018–19 –  Анн Буйс
- 2019–20 – Турнір скасовано через пандемію COVID-19
- 2020–21 –  Алексія Каруцашу
- 2021–22 –   Катерина Антропова
- 2022–23 –  Франческа Віллані
- 2023–24 –  Віта Акімова
- 2024–25 –  Анна Аделузі